# نظام دعم قرار التسويق
نظام دعم قرار التسويق (يختصر أحيانًا إلى إم كيه دي إس إس (MKDSS) هو نظام دعم قرار يستخدم في مجال التسويق. ويتكون هذا النظام من تقنية المعلومات، وبيانات التسويق، ونماذج للمؤهلات المطلوبة التي تُمكنه من تزويد مستخدميه بالنتائج المتوقعة بناءً على تلك المكونات وبما يتوافق مع إستراتيجيات التسويق والتصورات المختلفة، وبهذه الطريقة يجاوب النظام على أسئلة «ماذا يحدث لو؟».
ويستخدم بائعو البرمجيات نظام دعم قرار التسويق ليدعمهم في إستراتيجيات التخطيط الخاصة بتسويق منتجاتهم. ويساعد هذا النظام في التعرف على مستويات تسعيرٍ مربحة، وتحديد نفقات الإعلانات، وأيضًا تحديد نسخة إعلانية لمنتجات الشركة. وكل هذا يساعد الشركات في تحديد المزيج التسويقي لبرمجة المنتج.